# 平野長裕

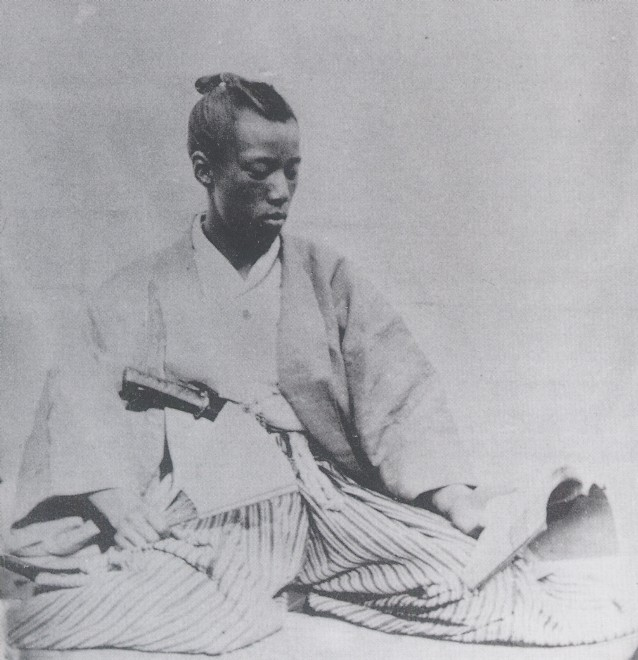
平野長裕

平野 長裕（ひらの ながひろ、弘化2年11月2日（1845年11月30日）- 明治5年6月24日（1872年7月29日））は、大和田原本藩の初代かつ最後の藩主。平野長発の次男、母は松平直寛の娘。正室は山崎治正の娘徳子。官位は従五位下、内蔵助、遠江守。妹に万寿子（鷲尾隆聚室、池田徳潤室、戸田氏良室）。子に平野長祥、平野鑒吉、鷲尾花（鷲尾隆聚養女、三河産治夫人）。
幼名は亀松丸。次男だったが、長兄の平野亀丸が早世したため、父の跡を継いで5000石の旗本となった。幕末期においては佐幕派と尊王派の間を巧みに立ち回り、慶応4年（1868年）7月14日に新政府の計らいで実高に高直しされ、計1万石で大名に列し田原本藩を立藩した。
その後は明治天皇に拝謁して、京都の警備を勤めた。明治2年（1869年）7月20日には藩知事となった。姫嶋無適を執政として藩政改革を行ったが、明治4年（1871年）7月14日の廃藩置県で免官となった。翌年6月24日、東京で死去した。享年28。墓所は東京都港区高輪の泉岳寺。
| 当主          | 当主                         | 当主          |
| ------------- | ---------------------------- | ------------- |
| 先代 平野長発 | 田原本平野家 1854年 - 1872年 | 次代 平野長祥 |